# Zermelo-Fraenkel-Mengenlehre
Die Zermelo-Fraenkel-Mengenlehre ist eine verbreitete axiomatische Mengenlehre, die nach Ernst Zermelo und Abraham Adolf Fraenkel benannt ist. Sie ist heute Grundlage fast aller Zweige der Mathematik. Die Zermelo-Fraenkel-Mengenlehre ohne Auswahlaxiom wird durch ZF abgekürzt, mit Auswahlaxiom durch ZFC (wobei das C für das engl. Wort choice, also Auswahl oder Wahl steht).

## Geschichte
Die Zermelo-Fraenkel-Mengenlehre ist eine Erweiterung der Zermelo-Mengenlehre von 1907, die auf Axiomen und Anregungen von Fraenkel von 1921 beruht. Fraenkel ergänzte das Ersetzungsaxiom und plädierte für reguläre Mengen ohne zirkuläre Elementketten und für eine reine Mengenlehre, deren Objekte nur Mengen sind. Zermelo komplettierte 1930 das Axiomensystem der Zermelo-Fraenkel-Mengenlehre, das er selbst als ZF-System bezeichnete: Er nahm das Ersetzungsaxiom Fraenkels auf und fügte das Fundierungsaxiom hinzu, um zirkuläre Elementketten auszuschließen, wie von Fraenkel gefordert. Das originale ZF-System ist verbal und kalkuliert auch Urelemente ein, die keine Mengen sind. Auf solche Urelemente verzichten spätere formalisierte ZF-Systeme meist und setzen damit Fraenkels Ideen vollständig um. Die erste präzise prädikatenlogische Formalisierung der reinen ZF-Mengenlehre schuf Thoralf Skolem 1929 (noch ohne Fundierungsaxiom). Diese Tradition hat sich durchgesetzt, so dass heute das Kürzel ZF für die reine Zermelo-Fraenkel-Mengenlehre steht. Die dem originalen ZF-System näherstehende Version mit Urelementen wird heute aber auch noch gebraucht und zur klaren Unterscheidung als ZFU bezeichnet.

## Bedeutung
Die ZFC-Mengenlehre ist ein bewährter und weithin akzeptierter Rahmen für die Mathematik, obwohl die meisten Mathematiker nicht in der Lage sind, die ZFC-Axiome aufzuzählen. Ausnahmen finden sich überall dort, wo man mit echten Klassen arbeiten muss oder will. Man benutzt dann gewisse Erweiterungen von ZFC, die Klassen oder zusätzliche sehr große Mengen zur Verfügung stellen, etwa eine Erweiterung zur ZFC-Klassenlogik oder die Neumann-Bernays-Gödel-Mengenlehre oder ein Grothendieck-Universum.
Wegen der grundlegenden Bedeutung der ZFC-Mengenlehre für die Mathematik wurde seit 1918 im Rahmen des Hilbertprogramms ein Widerspruchsfreiheitsbeweis für die Mengenlehre gesucht. Gödel, der sich mit wichtigen Beiträgen an diesem Programm beteiligte, konnte aber 1930 in seinem Zweiten Unvollständigkeitssatz zeigen, dass ein solcher Widerspruchsfreiheitsbeweis im Rahmen einer widerspruchsfreien ZFC-Mengenlehre unmöglich ist. Die Annahme der Widerspruchsfreiheit von ZFC bleibt daher eine durch Erfahrung gehärtete Arbeitshypothese der Mathematiker:

„Die Tatsache, dass ZFC seit Jahrzehnten untersucht und in der Mathematik benutzt wird, ohne dass sich ein Widerspruch gezeigt hat, spricht aber für die Widerspruchsfreiheit von ZFC.“

## Die Axiome von ZF und ZFC
ZF hat unendlich viele Axiome, da zwei Axiomenschemata (8. und 9.) verwendet werden, die zu jedem Prädikat mit bestimmten Eigenschaften je ein Axiom angeben. Als logische Grundlage dient die Prädikatenlogik der ersten Stufe mit Identität und dem undefinierten Elementprädikat {\displaystyle \in }.
1. Extensionalitätsaxiom: Mengen sind genau dann gleich, wenn sie dieselben Elemente enthalten.
{\displaystyle \forall A,B\colon (A=B\iff \forall C\colon (C\in A\iff C\in B))}
Das Axiom impliziert, dass es in ZF nur Entitäten mit Extension gibt, die üblicherweise als Mengen bezeichnet werden. Alle gebundenen Variablen beziehen sich daher in der ZF-Sprache automatisch auf Mengen.
2. Leermengenaxiom, veraltet Nullmengenaxiom: Es gibt eine Menge ohne Elemente.
{\displaystyle \exists B\colon \forall A\colon \lnot (A\in B)}
Aus dem Extensionalitätsaxiom folgt unmittelbar die Eindeutigkeit dieser Menge {\displaystyle B}, das heißt, dass es auch nicht mehr als eine solche Menge gibt. Diese wird meist als {\displaystyle \emptyset } geschrieben und leere Menge genannt. Das bedeutet: Die leere Menge ist in ZF das einzige Urelement.
3. Paarmengenaxiom: Für alle {\displaystyle A} und {\displaystyle B} gibt es eine Menge {\displaystyle C}, die genau {\displaystyle A} und {\displaystyle B} als Elemente hat.
{\displaystyle \forall A,B\colon \exists C\colon \forall D\colon (D\in C\iff ((D=A)\lor (D=B)))}
Offenbar ist auch diese Menge {\displaystyle C} eindeutig bestimmt. Sie wird geschrieben als {\displaystyle \left\{A,B\right\}}. Die Menge {\displaystyle \left\{A,A\right\}} wird üblicherweise als {\displaystyle \left\{A\right\}} geschrieben.
4. Vereinigungsaxiom: Für jede Menge {\displaystyle A} gibt es eine Menge {\displaystyle B}, die genau die Elemente der Elemente von {\displaystyle A} als Elemente enthält.
{\displaystyle \forall A\colon \exists B\colon \forall C\colon (C\in B\iff \exists D\colon (D\in A\land C\in D))}
Auch die Menge {\displaystyle B} ist eindeutig bestimmt und heißt die Vereinigung der Elemente von {\displaystyle A}, geschrieben als {\displaystyle \bigcup A}. Zusammen mit dem Paarmengenaxiom lässt sich die Vereinigung {\displaystyle A\cup B:=\bigcup \{A,B\}} definieren.
5. Unendlichkeitsaxiom: Es gibt eine Menge {\displaystyle A}, die die leere Menge und mit jedem Element {\displaystyle X} auch die Menge {\displaystyle X\cup \{X\}} enthält (vgl. Induktive Menge).
{\displaystyle \exists A\colon (\emptyset \in A\land \forall X\colon (X\in A\Rightarrow X\cup \{X\}\in A))}
Es gibt viele derartige Mengen. Der Schnitt aller dieser Mengen ist die kleinste Menge mit diesen Eigenschaften und bildet die Menge der natürlichen Zahlen; die Bildung der Schnittmenge erfolgt durch Anwendung des Aussonderungsaxioms (s. u.). Die natürlichen Zahlen werden also dargestellt durch
{\displaystyle \mathbb {N} \,:=\,\{\emptyset ,\,\{\emptyset \},\,\{\emptyset ,\{\emptyset \}\},\,\{\emptyset ,\{\emptyset \},\{\emptyset ,\{\emptyset \}\}\}\,\ldots \}}
6. Potenzmengenaxiom: Für jede Menge {\displaystyle A} gibt es eine Menge {\displaystyle P}, deren Elemente genau die Teilmengen von {\displaystyle A} sind.
{\displaystyle \forall A\colon \exists P\colon \forall B\colon (B\in P\iff \forall C\colon (C\in B\Rightarrow C\in A))}
Die Menge {\displaystyle P} ist eindeutig bestimmt. Sie heißt die Potenzmenge von {\displaystyle A} und wird mit {\displaystyle {{\mathcal {P}}(A)}} bezeichnet.
7. Fundierungsaxiom oder Regularitätsaxiom: Jede nichtleere Menge {\displaystyle A} enthält ein Element {\displaystyle B}, so dass {\displaystyle A} und {\displaystyle B} disjunkt sind.
{\displaystyle \forall A\colon (A\neq \emptyset \Rightarrow \exists B\colon (B\in A\land \lnot \exists C\colon (C\in A\land C\in B)))}
Das Element {\displaystyle B}, welches zu {\displaystyle A} disjunkt ist, ist im Allgemeinen nicht eindeutig bestimmt.
Das Fundierungsaxiom verhindert, dass es unendliche oder zyklische Folgen von Mengen gibt, bei denen jeweils eine in der vorangegangenen enthalten ist, {\displaystyle x_{1}\ni x_{2}\ni x_{3}\ni \dots }, denn dann könnte man eine Menge {\displaystyle A=\{x_{1},x_{2},x_{3},\dots \}} bilden, die dem Axiom widerspricht: Für jedes {\displaystyle x_{i}\in A} ist {\displaystyle x_{i+1}\in x_{i}\cap A}, die beiden Mengen sind also nicht disjunkt. Das impliziert, dass eine Menge sich nicht selbst als Element enthalten kann.
8. Aussonderungsaxiom: Hier handelt es sich um ein Axiomenschema mit je einem Axiom zu jedem Prädikat {\displaystyle P}: Zu jeder Menge {\displaystyle A} existiert eine Teilmenge {\displaystyle B} von {\displaystyle A}, die genau die Elemente {\displaystyle C} von {\displaystyle A} enthält, für die {\displaystyle P(C)} wahr ist.
Für jedes einstellige Prädikat {\displaystyle P(C)}, in dem die Variable {\displaystyle B} nicht vorkommt,  gilt: {\displaystyle \forall A\colon \exists B\colon \forall C\colon (C\in B\iff C\in A\land P(C))}
Aus dem Extensionalitätsaxiom ergibt sich sofort, dass es genau eine solche Menge gibt. Diese wird mit {\displaystyle \{C\in A\mid P(C)\}} notiert.
9. Ersetzungsaxiom (Fraenkel): Ist {\displaystyle A} eine Menge und wird jedes Element von {\displaystyle A} eindeutig durch eine beliebige Menge ersetzt, so geht {\displaystyle A} in eine Menge über. Die Ersetzung wird präzisiert durch zweistellige Prädikate mit ähnlichen Eigenschaften wie eine Funktion, und zwar als Axiomenschema für jedes solche Prädikat:
Für jedes Prädikat {\displaystyle F(X,Y)}, in dem die Variable {\displaystyle B} nicht vorkommt, gilt:
{\displaystyle \forall X,Y,Z\colon (F(X,Y)\land F(X,Z)\Rightarrow Y=Z)\Rightarrow \forall A\colon \exists B\colon \forall C\colon (C\in B\iff \exists D\colon (D\in A\land F(D,C)))}
Die Menge {\displaystyle \,B} ist eindeutig bestimmt und wird als {\displaystyle \{C|D\in A\land F(D,C)\}} notiert.
In der Mathematik wird häufig auch das Auswahlaxiom benutzt, das ZF zu ZFC erweitert:
10. Auswahlaxiom: Ist {\displaystyle A} eine Menge von paarweise disjunkten nichtleeren Mengen, dann gibt es eine Menge, die genau ein Element aus jedem Element von {\displaystyle A} enthält. Dieses Axiom hat eine komplizierte Formel, die mit dem Eindeutigkeitsquantor {\displaystyle \exists !} etwas vereinfacht werden kann:
{\displaystyle \forall A\colon {\Big (}((\emptyset \not \in A)\ \wedge \ \forall X,Y,Z\colon ((X\in A\ \wedge \ Y\in A\ \wedge \ Z\in X\ \wedge \ Z\in Y)\Rightarrow (X=Y)))}
{\displaystyle \Rightarrow \;}
{\displaystyle \exists B\colon \forall X\colon (X\in A\Rightarrow \exists !\ Y\colon (Y\in X\wedge Y\in B)){\Big )}}
Eine andere übliche verbale Formulierung des Auswahlaxioms lautet: Ist {\displaystyle A} eine Menge nichtleerer Mengen, dann gibt es eine Funktion {\displaystyle f} (von {\displaystyle A} in seine Vereinigung), die jedem Element {\displaystyle B} von {\displaystyle A} ein Element von {\displaystyle B} zuordnet („ein Element von {\displaystyle B} auswählt“).
Mit den ZF-Axiomen kann man die Äquivalenz des Auswahlaxioms mit dem Wohlordnungssatz und dem Lemma von Zorn ableiten.

## ZF mit Urelementen
Zermelo formulierte das originale ZF-System für Mengen und Urelemente. Mengen definierte er als elementhaltige Dinge oder die Nullmenge. Urelemente sind dann Dinge ohne Elemente, und zwar betrachtete er die Nullmenge als ausgezeichnetes Urelement, das als gegebene Konstante {\displaystyle \emptyset } die ZF-Sprache erweitert. Mengen und Urelemente sind damit präzise definierbar:
{\displaystyle M{\text{ ist Menge}}\colon \iff (M=\emptyset )\lor \exists X\colon (X\in M)}
{\displaystyle U{\text{ ist Urelement}}\colon \iff \lnot \exists X\colon (X\in U)}
Von der üblichen reinen ZF-Mengenlehre wird die Mengenlehre mit Urelementen unterschieden durch angehängtes U. Die Axiome von ZFU und ZFCU lauten abgesehen vom Leermengenaxiom verbal wie die Axiome von ZF oder ZFC, werden aber wegen der anderen Rahmenbedingungen anders formalisiert; ableitbare Mengenbedingungen können dabei entfallen.

### ZFU
ZFU umfasst folgende Axiome:
Leermengenaxiom:
{\displaystyle \emptyset {\text{ ist Urelement}}}
Axiom der Bestimmtheit (abgeschwächtes Extensionalitätsaxiom):
{\displaystyle A{\text{ ist Menge }}\land B{\text{ ist Menge }}\Rightarrow (A=B\iff \forall C\colon (C\in A\iff C\in B))}
Vereinigungsaxiom:
{\displaystyle \forall A\colon \exists B\colon (B{\text{ ist Menge }}\land \forall C\colon (C\in B\iff \exists D\colon (D\in A\land C\in D)))}
Potenzmengenaxiom:
{\displaystyle \forall A\colon \exists P\colon \forall B\colon (B\in P\iff (B{\text{ ist Menge }}\land \forall C\colon (C\in B\Rightarrow C\in A)))}
Unendlichkeitsaxiom:
{\displaystyle \exists A\colon (\exists X\in A\colon \forall Y\in A\colon \lnot (Y\in X)\land \forall X\colon (X\in A\Rightarrow X\cup \{X\}\in A))}
Fundierungsaxiom:
{\displaystyle \exists X\colon (X\in A)\Rightarrow \exists B\colon (B\in A\land \lnot \exists C\colon (C\in A\land C\in B))}
Ersetzungsaxiom für zweistellige Prädikate {\displaystyle F(X,Y)}:
{\displaystyle \forall X,Y,Z\colon (F(X,Y)\land F(X,Z)\Rightarrow Y=Z)\Rightarrow \forall A\colon \exists B\colon (B{\text{ ist Menge }}\wedge \ \forall C\colon (C\in B\iff \exists D\colon (D\in A\wedge \ F(D,C))))}
Aus den ZFU-Axiomen und dem Axiom {\displaystyle \forall X\colon X{\text{ ist Menge}}} folgen offenbar die ZF-Axiome. Denn aus dem Ersetzungsaxiom ist wie in ZF (siehe unten) das Paarmengenaxiom ableitbar und auch das Aussonderungsaxiom, letzteres hier in folgender Form für jedes einstellige Prädikat {\displaystyle P}:
{\displaystyle \forall A\colon \exists B\colon (B{\text{ ist Menge }}\land \forall C\colon (C\in B\iff C\in A\land P(C)))}

### ZFCU
ZFCU umfasst die Axiome von ZFU und folgendes Auswahlaxiom:
{\displaystyle \forall A\colon {\Big (}(\forall X\colon (X\in A\Rightarrow \exists Y\colon (Y\in X))\ \wedge \ \forall X,Y,Z\colon ((X\in A\ \wedge \ Y\in A\ \wedge \ Z\in X\ \wedge \ Z\in Y)\Rightarrow (X=Y)))}
{\displaystyle \Rightarrow \;}
{\displaystyle \exists B\colon \forall X\colon (X\in A\Rightarrow \exists !\ Y\colon (Y\in X\wedge Y\in B)){\Big )}}

## Vereinfachtes ZF-System (Redundanz)
Das ZF-System ist redundant, das heißt, es hat entbehrliche Axiome, die aus anderen ableitbar sind. ZF bzw. ZFU wird schon vollständig beschrieben durch das Extensionalitätsaxiom, Vereinigungsaxiom, Potenzmengenaxiom, Unendlichkeitsaxiom, Fundierungsaxiom und Ersetzungsaxiom. Das gilt wegen folgender Punkte:
- Das Aussonderungsaxiom folgt aus dem Ersetzungsaxiom (Zermelo).[5][6][7]
- Das Leermengenaxiom folgt aus dem Aussonderungsaxiom und der Existenz irgendeiner Menge, welches sich aus dem Unendlichkeitsaxiom ergibt.
- Das Paarmengenaxiom folgt aus dem Ersetzungsaxiom und dem Potenzmengenaxiom (Zermelo).[5][7]

Paarmengenaxiom, Vereinigungsaxiom und Potenzmengenaxiom können auch aus der Aussage gewonnen werden, dass jede Menge Element einer Stufe ist. Unendlichkeitsaxiom und Ersetzungsaxiom sind im Rahmen der übrigen Axiome äquivalent zum Reflexionsprinzip. Durch Kombination dieser beiden Einsichten formulierte Dana Scott ZF zum äquivalenten Scottschen Axiomensystem um.

## ZF-System ohne Gleichheit
Man kann ZF und ZFU auch auf einer Prädikatenlogik ohne Gleichheit aufbauen und die Gleichheit definieren. Die Ableitung aller Gleichheitsaxiome sichert nur die in der Logik übliche Identitätsdefinition:
{\displaystyle A=B:\iff \forall C\colon (A\in C\iff B\in C)\land \forall C\colon (C\in A\iff C\in B)}
Zur Definition eignet sich nicht das Extensionalitätsaxiom! Die Identitätsdefinition macht dieses Axiom nicht überflüssig, weil es aus der Definition nicht ableitbar wäre. Eine Gleichheitsdefinition per Extensionalität {\displaystyle A=B:\iff \forall C\colon (C\in A\iff C\in B)} wäre als Alternative in ZF nur dann möglich, wenn man das Axiom {\displaystyle A=B\Rightarrow \forall C\colon (A\in C\iff B\in C)} hinzunähme, was die Ableitbarkeit der obigen Formel sichert. Diese Möglichkeit scheidet natürlich bei ZFU aus.

## Nicht endliche Axiomatisierbarkeit
Das Ersetzungsaxiom ist das einzige Axiomenschema in ZF, wenn man die Redundanzen der Axiome beseitigt und sich auf ein System unabhängiger Axiome beschränkt. Es lässt sich nicht durch endlich viele Einzelaxiome ersetzen. ZF ist also im Gegensatz zu den Theorien Neumann-Bernays-Gödel (NBG) und New Foundations (NF) nicht endlich axiomatisierbar.

## Philosophische Kritik
Die Zermelo-Fraenkelsche Mengenlehre wird gelegentlich dafür kritisiert, die Zusammenstellung der Axiome sei willkürlich – ein Vorwurf, den Zermelo selbst 1929 in einem Vortrag über die Neumann-Bernays-Gödel-Mengenlehre, einer Erweiterung von ZFC, angesprochen hat:

„Hier erscheinen nun freilich die einzelnen den Mengen-Begriff einschränkenden ‚Axiome‘ leicht als willkürlich und ohne inneren Zusammenhang unter einander, und man möchte versuchen, sie alle aus einem einzigen einheitlichen Prinzipe herzuleiten, das dann als unterscheidendes Merkmal zwischen Mengen und Klassen eine eigentliche ‚Definition‘ des Mengen-Begriffes darstellen wurde.“

Neben dem Auswahlaxiom gibt es noch andere Axiome, deren Bedeutung in der Mathematik in Frage gestellt wird. Das Autorenkollektiv Nicolas Bourbaki braucht für ihren systematischen Aufbau der Mathematik das Ersetzungsschema gar nicht. Ebenso wird das Fundierungsaxiom sehr selten benötigt und kann bei der Definition der Ordinalzahlen ausgelassen werden. Angesichts dieser Kritikpunkte wurden und werden Alternativen wie das Scottsche Axiomensystem oder New Foundations diskutiert, wovon keines aber weitere Verbreitung gefunden hat.